# Campionati del mondo di atletica leggera 2017 - Marcia 50 km femminile
La gara di marcia 50 km femminile si è svolta il 13 agosto 2017. Si è trattata della prima 50 km di marcia donne nella storia dei campionati del mondo di atletica leggera.

## Podio
| Pos.    | Atleta         | Nazionalità | Tempo    |
| ------- | -------------- | ----------- | -------- |
| Oro     | Inês Henriques | Portogallo  | 4h05'56" |
| Argento | Yin Hang       | Cina        | 4h08'58" |
| Bronzo  | Yang Shuqing   | Cina        | 4h20'49" |

## Situazione pre-gara

### Record
Prima di questa competizione, il record del mondo (RM) era il seguente.
| Record          | Prestazione | Atleta                    | Data                                     | Competizione |
| --------------- | ----------- | ------------------------- | ---------------------------------------- | ------------ |
| Record mondiale | 4h08'26"    | Inês Henriques Portogallo | 15 gennaio 2017 Porto de Mós, Portogallo |              |

### La stagione
Prima di questa gara, le atlete con le migliori tre prestazioni dell'anno erano:
| Pos. | Atleta                       | Prestazione | Data                                     |
| ---- | ---------------------------- | ----------- | ---------------------------------------- |
| 1    | Inês Henriques Portogallo    | 4h08'26"    | 15 gennaio 2017 Porto de Mós, Portogallo |
| 2    | Yin Hang Cina                | 4h22'22"    | 05 marzo 2017 Huangshan, Cina            |
| 3    | Kathleen Burnett Stati Uniti | 4h26'37"    | 18 febbraio 2017 Santee, Stati Uniti     |

## Classifica
A quest'edizione hanno preso parte 7 atlete. La partenza della gara si è svolta in contemporanea con la prova maschile.
| Pos. | Atleta              | Nazionalità | Tempo    | Note                          |
| ---- | ------------------- | ----------- | -------- | ----------------------------- |
|      | Inês Henriques      | Portogallo  | 4h05'56" | Record mondiale               |
|      | Yin Hang            | Cina        | 4h08'58" | Record asiatico               |
|      | Yang Shuqing        | Cina        | 4h20'49" | Miglior prestazione personale |
| 4    | Kathleen Burnett    | Stati Uniti | 4h21'51" | Record nord-centroamericano   |
|      | Nair da Rosa        | Brasile     | dnf      |                               |
|      | Susan Randall       | Stati Uniti | dnf      |                               |
|      | Erin Taylor-Talcott | Stati Uniti | dq       | R 230.6 (a)                   |